# Fialho de Almeida
José Valentim Fialho de Almeida plus connu sous le nom de Fialho de Almeida (Vila de Frades, 7 mai 1857 — Cuba, 4 mars 1911), était un journaliste et écrivain post-romantique portugais.